# إد مبارك أو حميدة (آيت إعلاتن)
إد مبارك أو حميدة هو دُوَّار يقع بجماعة تانڭرفا، إقليم سيدي إفني، جهة كلميم واد نون في المملكة المغربية. ينتمي الدوّار لمشيخة آيت إعلاتن التي تضم 31 دوار. يقدر عدد سكانه بـ 46 نسمة حسب الإحصاء الرسمي للسكان والسكنى لسنة 2004.

## روابط خارجية
- البوابة الوطنية للجماعات الترابية
- المندوبية السامية للتخطيط